# Huandoy
Lo Huandoy è, per altezza, il secondo massiccio della Cordillera Blanca dopo lo Huascarán. È situato in Perù, nel dipartimento di Ancash. 

## Descrizione
È una montagna che culmina in quattro picchi distinti, tutti oltre i 6.000 m:
- Huandoy Nord (6.395 m)
- Huandoy Ovest (6.356 m)
- Huandoy Sud (6.160 m)
- Huandoy Est (6.070 m)[1]

I picchi emergono da un vasto plateau ghiacciato a quota 5.800 m, il cui accesso presenta sostenute difficoltà alpinistiche.
Il nome originario della montagna era Tullparaju, e deriverebbe dalle parole quechua tullpa (forno in pietra) e raju (ghiaccio). Il significato era quindi montagna di ghiaccio a forma di forno.

## Alpinismo
La prima salita al picco più alto, il Huandoy Nord, è stata effettuata il 12 settembre 1932 dai tedeschi Erwin Schneider ed Erwin Hein: saliti al plateau glaciale dalla faccia orientale della montagna ne hanno poi preso lo scivolo meridionale della cima più alta per raggiungere la vetta. Il Huandoy Ovest è stato raggiunto il 28 luglio 1954 da Leigh Natus Ortenburger; il Huandoy Sud ha visto la prima ascensione il 15 luglio 1955 per merito di A. Koch e H. Schmidt. Ad arrivare per primi sul picco orientale sono state, il giorno 1º agosto 1952 due distinte cordate attraverso due vie diverse, una sulla parete nord da parte di Will Siri e Allen Steck e l'altra sulla cresta nord con Peter Hoessly e Fletcher Hoyt.